# 军川农场
军川农场是位于中华人民共和国黑龙江省鹤岗市萝北县的一个国有农场，隶属于黑龙江省农垦宝泉岭管理局。所辖区域列为萝北县的一个类似乡级单位。
军川农场原为萝北农场的两个分场。1959年3月，将萝北农场第八、第九分场合并，成立军川农场，1963年1月改为独立核算的农场。隶属东北农垦总局。1968年6月，组建中国人民解放军黑龙江生产建设兵团，编为第二师第十一团。1976年2月，撤销生产建设兵团，恢复军川农场。地处松花江、黑龙江冲积平原，地势平坦。土地面积87万亩，其中耕地面积45.5万亩，1992年末总人口1.9万多人。

## 行政区划
军川农场下辖以下单位：
军川场直社区、军川农场城西管理区、军川农场敖来管理区、军川农场莲花管理区和军川农场川南管理区。